# Kazakh
Cet article concerne la langue kazakhe. Pour le peuple kazakh, voir Kazakhs.
Le kazakh (autonyme : қазақ тілі, qazaq tılı, ou  қазақша, qazaqşa) est une langue appartenant à la famille des langues turques. Il est parlé par les Kazakhs en Asie centrale et en Europe orientale, principalement au Kazakhstan, où il est la langue nationale, et dans la région autonome du Xinjiang, en Chine. Au cours de son histoire, le kazakh s'est écrit de différentes façons : en alphabet arabe modifié (toujours utilisé en Chine, en Iran, une petite partie de la Mongolie et en Afghanistan), en cyrillique agrémenté de neuf lettres supplémentaires (Ә, Ғ, Қ, Ң, Ө, Ұ, Ү, Һ, І), et, depuis 1990, avec une variante de l'alphabet latin (écriture officielle au Kazakhstan depuis 2017). Le kazakh est particulièrement proche du kirghize.

## Écriture
Le kazakh s’est d’abord écrit en alphabet arabe, dans une variante similaire à celle utilisée pour le ouïghour, il est toujours utilisé pour écrire le kazakh en Chine, principalement dans la préfecture autonome kazakhe d'Ili, au Nord de la région autonome du Xinjiang. Au Kazakhstan, l’alphabet latin fut imposé en 1927, puis l’alphabet cyrillique en 1940, les changements ont été à peu près identiques en Mongolie dans la province semi-autonome kazakh de Bayan-Ölgii, le kazakh s'y écrit donc également en alphabet cyrillique. En 2006, le président kazakh Noursoultan Nazarbaïev a annoncé sa volonté de repasser à l’alphabet latin, mais l’alphabet cyrillique est toujours officiel.
En avril 2017, Nousoultan Nazarbaïev annonce qu'à partir de 2018, le Kazakhstan doit former des spécialistes pour enseigner le nouvel alphabet et produire des manuels scolaires pour l'enseignement secondaire. Le calendrier de la réforme doit s'étendre jusqu'en 2025, année où le Kazakhstan adoptera définitivement l'alphabet latin. En février 2018, l'alphabet latin kazakh subit une modification, remplaçant les apostrophes qu'il contenait par des accents. Cette version ayant également suscité des critiques de la part de la population kazakhe et du successeur de Nazarbaïev, Kassym-Jomart Tokaïev, une nouvelle mouture incluant des trémas, des cédilles et des brèves, élaborée par l'Institut linguistique Baïtoursinov et une commission de spécialistes consacrée à la transition alphabétique, est présentée en novembre 2019.
| Latin (2021) | Arabe | Cyrillique | Traduction |
| --- | --- | --- | --- |
| Barlyq adamdar tumysynan azat jäne qadır-qasietı men qūqyqtary teñ bolyp düniege keledı. Adamdarğa aqyl-parasat, ar-ojdan berılgen, sondyqtan olar bır-bırımen tuystyq, bauyrmaldyq qarym-qatynas jasaulary tiıs. | بارلىق ادامدار تۋمىسىنان ازات جانە قادىر‐قاسىييەتى مەن كۇقىقتارى تەڭ بولىپ دۇنىييەگە كەلەدى. ادامدارعا اقىل‐پاراسات، ار‐وجدان بەرىلگەن، سوندىقتان ولار بىر‐بىرىمەن تۋىستىق، باۋىرمالدىق قارىم‐قاتىناس جاساۋلارى ٴتىيىس. | Барлық адамдар тумысынан азат және қадір-қасиеті мен құқықтары тең болып дүниеге келеді. Адамдарға ақыл-парасат, ар-ождан берілген, сондықтан олар бір-бірімен туыстық, бауырмалдық қарым-қатынас жасаулары тиіс. | Tous les êtres humains naissent libres et égaux en dignité et en droits. Ils sont doués de raison et de conscience et doivent agir les uns envers les autres dans un esprit de fraternité. |

### Alphabet kazakh arabe
| ا   | ٵ ou ٴا | ە   | ى   | ٸ ou ٴى | و   | ۇ   | ٶ ou ٴو | ٷ ou ٴۇ | ب   | ۋ   | ۆ   | گ   | ع   | ل   | ن   | م   | ج    | د   | ر   | ز   | ڭ   | ي   | پ   | ت   | س   | ش   | ك   | ق   | چ    | ح   | ھ   | ف   |
| [ɑ] | [æ]     | [e] | [ɛ] | [i]     | [o] | [ʊ] | [ø]     | [y]     | [b] | [w] | [v] | [g] | [ʁ] | [l] | [n] | [m] | [dʒ] | [d] | [r] | [z] | [ŋ] | [j] | [p] | [t] | [s] | [ʃ] | [k] | [q] | [tʃ] | [χ] | [h] | [f] |

### Alphabet kazakh cyrillique

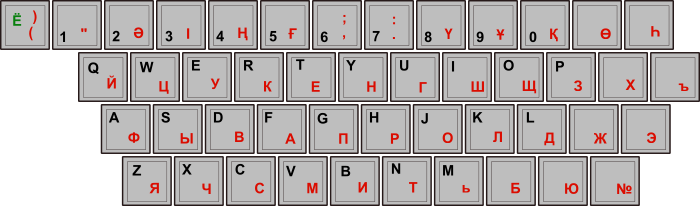
Disposition de clavier kazakhe

Jusqu'en 2017, l’alphabet kazakh était basé sur l'alphabet russe, mais comportait neuf lettres supplémentaires pour noter des sons propres au kazakh : Ә, Ғ, Қ, Ң, Ө, Ұ, Ү, Һ et І tandis que les lettres В, Ё, Ц, Ч, Щ, ъ, Ь et Э se retrouvaient surtout dans des mots étrangers, empruntés le plus souvent au russe.

### Alphabet kazakh latin
L’alphabet kazakh officiel est, depuis 2017, basé sur l’alphabet latin, avec une transition allant jusqu'en 2025,,.

### Table de correspondance latin-cyrillique
| Lettre latine (2021) | Lettre latine (2019) | Lettre cyrillique | Prononciation (API) | Transcription francophone (CNT) |
| -------------------- | -------------------- | ----------------- | ------------------- | ------------------------------- |
| A a                  | A a                  | А а               | [ɑ]                 | A a                             |
| Ä ä                  | Ä ä                  | Ә ә               | [æ]                 | Ä ä                             |
| B b                  | B b                  | Б б               | [b]                 | B b                             |
| D d                  | D d                  | Д д               | [d]                 | D d                             |
| E e                  | E e                  | Е е               | [i̯ɘ]                | E e                             |
| F f                  | F f                  | Ф ф               | [f]                 | F f                             |
| G g                  | G g                  | Г г               | [ɡ]                 | G g                             |
| Ğ ğ                  | Ğ ğ                  | Ғ ғ               | [ʁ]                 | Gh gh                           |
| H h                  | H h                  | Х х               | [χ]                 | Kh kh                           |
| H h                  | H h                  | Һ һ               | [h]                 | H h                             |
| İ i                  | I ı                  | И и               | [ə, ɘj]             | Î î                             |
| İ i                  | I ı                  | Й й               | [j]                 | Ï ï                             |
| I ı                  | İ i                  | І і               | [ɘ]                 | I i                             |
| J j                  | J j                  | Ж ж               | [ʒ]                 | J j                             |
| K k                  | K k                  | К к               | [k]                 | K k                             |
| L l                  | L l                  | Л л               | [l]                 | L l                             |
| M m                  | M m                  | М м               | [m]                 | M m                             |
| N n                  | N n                  | Н н               | [n]                 | N n                             |
| Ñ ñ                  | Ŋ ŋ                  | Ң ң               | [ŋ]                 | Ng ng                           |
| O o                  | O o                  | О о               | [u̯ʊ]                | O o                             |
| Ö ö                  | Ö ö                  | Ө ө               | [y̯ʉ]                | Ö ö                             |
| P p                  | P p                  | П п               | [p]                 | P p                             |
| Q q                  | Q q                  | Қ қ               | [q]                 | Q q                             |
| R r                  | R r                  | Р р               | [ɾ]                 | R r                             |
| S s                  | S s                  | С с               | [s]                 | S s                             |
| Ş ş                  | Ş ş                  | Ш ш               | [ʃ]                 | Ch ch                           |
| T t                  | T t                  | Т т               | [t]                 | T t                             |
| U u                  | W w                  | У у               | [w, ʊw, ʉw]         | Oû oû                           |
| Ū ū                  | U u                  | Ұ ұ               | [ʊ]                 | Ou ou                           |
| Ü ü                  | Ü ü                  | Ү ү               | [ʉ]                 | U u                             |
| V v                  | V v                  | В в               | [v]                 | V v                             |
| Y y                  | Y y                  | Ы ы               | [ə]                 | Y y                             |
| Z z                  | Z z                  | З з               | [z]                 | Z z                             |
| io                   | ıo                   | Ё ё               | [jo]                | io                              |
| iu                   | ıuw                  | Ю ю               | [ju]                | iou                             |
| ia                   | ıa                   | Я я               | [ja]                | ia                              |
| ts                   | ts                   | Ц ц               | [t͡s]                | ts                              |
| şş                   | şş                   | Щ щ               | [ʃʃ]                | chtch                           |
| tş                   | Ç ç                  | Ч ч               | [t͡ʃ]                | Tch tch                         |
| e                    | e                    | Э э               | [e]                 | e                               |
| -                    | -                    | Ъ ъ               |                     | -                               |
| -                    | -                    | Ь ь               |                     | -                               |

## Prononciation
Certaines consonnes kazakhes ne peuvent apparaître que devant certaines voyelles : Г et K ne se trouvent que devant les voyelles antérieures (Е, Ә, І, Ө, Ү) tandis que Ғ, Қ et Х n’apparaissent que devant une voyelle postérieure (А, Ы, О, Ұ).
La lettre У se prononce [w] avant une voyelle ou en fin de mot, [ʊw] après une voyelle antérieure et [ʉw] après une voyelle postérieure.

### Harmonie vocalique
L’harmonie vocalique, typique des langues turques, est présente en kazakh. Selon ce principe, un même mot ne peut pas contenir à la fois des voyelles antérieures et des voyelles postérieures. Pour cette raison, les suffixes ont généralement au moins deux formes : par exemple, le suffixe du pluriel est -lar après une voyelle postérieure mais -ler après une voyelle antérieure.
Le kazakh familier distingue un deuxième type d’harmonie vocalique basé sur l’arrondissement des voyelles : өмір ömir (« vie ») est ainsi prononcé ömür.
L’harmonie vocalique souffre de nombreuses exceptions parmi les mots empruntés (principalement au russe) : un mot tel que республика respublïka (« république ») contient à la fois des voyelles antérieures et postérieures.
| Palatale         | Palatale         | Palatale     | Palatale      | Palatale | Labiale          | Labiale          | Labiale      | Labiale       | Labiale         |
| Voyelle initiale | Voyelle suivante | Exemple      | Prononciation | Sens     | Voyelle initiale | Voyelle suivante | Exemple      | Prononciation | Sens            |
| ---------------- | ---------------- | ------------ | ------------- | -------- | ---------------- | ---------------- | ------------ | ------------- | --------------- |
| ɑ                | ɑ                | дала, dala   | [d̪ɑˈɫɑ]       | champ    | o                | ɑ                | болат, bolat | [boˈɫɑt̪]      | acier           |
| ɑ                | ə                | қазы, qazy   | [qɑˈz̪ə]       | kazy     | o                | ə ~ ʊ            | қозы, qozy   | [qoˈz̪ə]       | agneau          |
| ə                | ɑ                | қыран, qyran | [qəˈr̪ɑn̪]      | épervier | ʊ                | ɑ                | құлақ, qūlaq | [qʊˈɫɑq]      | oreille         |
| ə                | ə                | қырық, qyryq | [qəˈr̪əq]      | quarante | ʊ                | ə ~ ʊ            | құлын, qūlyn | [qʊˈɫʊn̪]      | poulain         |
| je               | je               | кезек, kezek | [kʲeˈz̪ʲek]    | tour     | œ                | je               | өзек, özek   | [wœ̝ˈz̪ʲek]     | noyau           |
| je               | ɘ                | есік, esık   | [jeˈs̪ɘk]      | porte    | œ                | ɘ ~ ʉ            | көсік, kösık | [kœ̝ˈs̪ʉk]      | carotte sauvage |
| ɘ                | je               | тілек, tılek | [t̪ɘˈl̪ʲek]     | souhait  | ʉ                | je               | түлек, tülek | [t̪ʉˈl̪ʲek]     | poussin         |
| ɘ                | ɘ                | кісі, kısı   | [kɘˈs̪ɘ]       | personne | ʉ                | ɘ ~ ʉ            | жүзік, jüzik | [ʒʉˈz̪ʉk]      | anneau          |

### Assimilation
L’assimilation joue un rôle dans la forme que prennent certains affixes. Généralement, les suffixes ont (en plus des formes dues à l’harmonie vocalique) deux ou trois variantes, l’une commençant par une consonne sourde, l’autre par une consonne sonore et la troisième (quand elle existe) employée après une voyelle. C’est le cas du suffixe pluriel : le l initial n’est utilisé qu’après une voyelle ; il devient d après une consonne sonore et t après une consonne sourde : ainsi, le pluriel de үй üy (« maison ») est үйлер üyler, mais celui de адам adam (« homme ») est адамдар adamdar.
Dans certains cas, le suffixe ne change pas mais provoque une modification de la dernière consonne du mot auquel il est attaché :
- П, К et Қ sont voisés en Б, Г et Ғ entre deux voyelles ou au contact d’une consonne sonore dans un mot composé : құлақ qulaq (« oreille ») →  құлағым qulağım (« mon oreille ») ;
- Б, Ғ et Д sont dévoisés en П, Қ et Т quand ils sont suivis d’un affixe commençant par une consonne sourde[23].

## Grammaire
Le kazakh, comme les autres langues turques, est une langue agglutinante, c’est-à-dire qu’elle utilise de nombreux suffixes là où on utilisera souvent plusieurs mots en français. Par exemple, « dans mes maisons » peut être exprimé en un seul mot en kazakh : үйлерімде üylerimde. Üy signifie « maison », -ler indique le pluriel, -im est un suffixe possessif de première personne (correspondant à « mon », « ma », « mes ») et -de marque le locatif (qui se traduit souvent par « dans »).
Le kazakh n’a pas de genre grammatical mais il distingue le singulier et le pluriel. Il possède sept cas :
- le nominatif, cas du sujet, caractérisé par l’absence de suffixe ; c’est la forme donnée par les dictionnaires ;
- le génitif indique la possession ;
- le datif, objet indirect ;
- l’accusatif, objet direct ;
- le locatif indique la localisation dans l’espace et le temps ;
- l’ablatif, origine d’une action, cause ;
- l’instrumental indique le moyen.

### Noms
Comme dit précédemment, le pluriel est indiqué par le suffixe -ler qui peut prendre six formes différentes en raison de l’assimilation et de l’harmonie vocalique :
- -лар/-лер après une voyelle ;
- -дар/-дер après une consonne sonore ;
- -тар/-тер après une consonne sourde.

#### Suffixes possessifs
En kazakh, la possession est indiquée par un suffixe qui s’ajoute à l’objet possédé.
| Nombre    | Personne       | Après une voyelle  | Après une consonne                                      |
| --------- | -------------- | ------------------ | ------------------------------------------------------- |
| Singulier | 1re            | -м                 | -ым, -ім                                                |
| Singulier | 2e (familière) | -ң                 | -ың, -ің                                                |
| Singulier | 2e (polie)     | -ңыз, -ңіз         | -ыңыз, -іңіз                                            |
| Singulier | 3e             | -сы, -сі           | -ы, -і                                                  |
| Pluriel   | 1re            | -мыз, -міз         | -ымыз, -іміз                                            |
| Pluriel   | 2e (familière) | -ларың, -лерің     | -ларың, -лерің -дарың, -дерің -тарың, -терің            |
| Pluriel   | 2e (polie)     | -ларыңыз, -леріңіз | -ларыңыз,-леріңіз -дарыңыз, -деріңіз -тарыңыз, -теріңіз |
| Pluriel   | 3e             | -сы, -сі           | -ы, -і                                                  |

Par exemple :
- сөздік sözdik « dictionnaire » → сөздігіміз sözdigimiz « notre dictionnaire » ;
- әке äke « père » → әкем äkem « mon père » ;
- үй üy « maison » → үйлеріңіз üyleriñiz « votre maison (à plusieurs personnes que l’on vouvoie) » ;
- ұл ul « fils » → ұлың ulıñ « ton fils » ;
- аяқ ayaq « jambe » → аяғы ayağı « sa jambe ».

#### Cas
Les cas sont indiqués par des suffixes attachés aux noms. Ces suffixes ont eux aussi plusieurs formes, selon l’harmonie vocalique et la dernière lettre du mot, et certains ont une forme particulière après le suffixe possessif de la troisième personne du singulier. Les suffixes de cas se placent, le cas échéant, après le suffixe du pluriel et le suffixe possessif.
| Précédé par  | Consonne sourde | Consonne sonore | Voyelle    | Suf. poss. de 3e pers. du sing. |
| ------------ | --------------- | --------------- | ---------- | ------------------------------- |
| Nominatif    | —               | —               | —          | —                               |
| Génitif      | -тің, -тың      | -дің, -дың      | -нің, -ның | -нің, -ның                      |
| Datif        | -қа, -ке        | -ға, -ге        | -ға, -ге   | -на, -не                        |
| Accusatif    | -ті, -ты        | -ді, -ды        | -ні, -ны   | -н                              |
| Locatif      | -та, -те        | -да, -де        | -да, -де   | -нда, -нде                      |
| Ablatif      | -тан, -тен      | -дан, -ден      | -дан, -ден | -нан, -нен                      |
| Instrumental | -пен            | -бен            | -мен       | -мен                            |

Le suffixe de l’instrumental a la particularité de ne pas respecter l’harmonie vocalique : la forme *-man n’existe pas.
| Sens         | livre    | Almaty    | mot    | lait   |
| ------------ | -------- | --------- | ------ | ------ |
| Nominatif    | кітап    | Алматы    | сөз    | сүт    |
| Génitif      | кітаптың | Алматының | сөздің | сүттің |
| Datif        | кітапқа  | Алматыға  | сөзге  | сүтке  |
| Accusatif    | кітапты  | Алматыны  | сөзді  | сүтті  |
| Locatif      | кітапта  | Алматыда  | сөзде  | сүтте  |
| Ablatif      | кітаптан | Алматыдан | сөзден | сүттен |
| Instrumental | кітаппен | Алматымен | сөзбен | сүтпен |

### Pronoms personnels
Le kazakh a huit pronoms personnels : au singulier comme au pluriel, il y a deux pronoms pour la deuxième personne, un familier et un poli (équivalent au vouvoiement français). Ils se déclinent comme les noms, mais présentent quelques irrégularités.
| Nombre       | Singulier | Singulier | Singulier | Singulier | Pluriel | Pluriel   | Pluriel   | Pluriel |
| Personne     | 1re       | 2e        | 2e        | 3e        | 1re     | 2e        | 2e        | 3e      |
| Personne     | 1re       | Familier  | Poli      | 3e        | 1re     | Familier  | Poli      | 3e      |
| ------------ | --------- | --------- | --------- | --------- | ------- | --------- | --------- | ------- |
| Nominatif    | мен       | сен       | сіз       | ол        | біз     | сендер    | сіздер    | олар    |
| Génitif      | менің     | сенің     | сіздің    | оның      | біздің  | сендердің | сіздердің | олардың |
| Datif        | маған     | саған     | сізге     | оған      | бізге   | сендерге  | сіздерге  | оларға  |
| Accusatif    | мені      | сені      | сізді     | оны       | бізді   | сендерді  | сіздерді  | оларды  |
| Locatif      | менде     | сенде     | сізде     | онда      | бізде   | сендерде  | сіздерде  | оларда  |
| Ablatif      | менен     | сенен     | сізден    | одан      | бізден  | сендерден | сіздерден | олардан |
| Instrumental | менімен   | сенімен   | сізбен    | онымен    | бізбен  | сендермен | сіздермен | олармен |

## Exemples
| Mot français | Mot kazakh en écriture cyrillique | Mot kazakh en écriture latine | Prononciation (API) |
| ------------ | --------------------------------- | ----------------------------- | ------------------- |
| terre        | жер                               | jer                           | [ʒʲer]              |
| ciel         | aспан                             | aspan                         | [ɑsˈpɑn]            |
| bleu         | көк                               | kök                           | [kœ̝k]               |
| eau          | cy                                | su                            | [sʊw]               |
| feu          | oт                                | ot                            | [wʊt]               |
| homme        | адам                              | adam                          | [ɑˈdɑm]             |
| femme        | əйел                              | äiel                          | [æˈjel]             |
| manger       | жеу                               | jeu                           | [ʒʲew]              |
| boire        | iшу                               | ışu                           | [ɘˈʃɘw]             |
| grand        | үлкен                             | ülken                         | [ʉlˈkʲen]           |
| petit        | кiшкентай                         | kışkentai                     | [kɘʃkʲenˈtɑj]       |
| nuit         | түн                               | tün                           | [tʉn]               |
| jour         | күн                               | kün                           | [kʉn]               |